# علم جدید

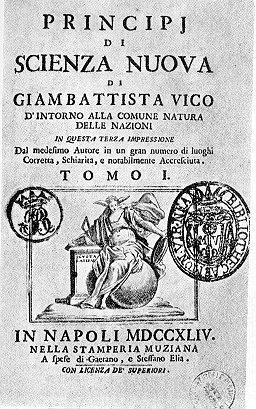
صفحه عنوان نسخه سال ۱۷۴۴.

علم جدید (ایتالیایی: La Scienza Nuova) اثر اصلی جیامباتیستا ویکو فیلسوف ایتالیایی است که اولین بار در سال ۱۷۲۵ منتشر شد و با این‌که موفقیت چندانی نداشت، اما در فلسفه تاریخ، جامعه‌شناسی و مردم‌شناسی بسیار مورد توجه و تأثیرگذار بود. مفاهیم اصلی آن بسیار بدیع بودند و پیش از عصر روشنگری را نشان می‌دادند.

## عنوان‌ها
این کتاب با عنوان‌های زیر چاپ شده است:
- عنوان کامل نسخه ۱۷۲۵، اصول یک علم جدید در مورد ماهیت ملل که اصول نظام دیگری از حقوق طبیعی مردم در آن یافت می‌شود،[۱] است که با تقدیم به کلمنت دوازدهم پایان می‌یابد.
- عنوان نسخه ۱۷۳۰، پنج کتاب از اصول توسط جیامباتیستا ویکو دربارهٔ یک علم جدید در باب ماهیت مشترک ملل[۲] است که با تقدیم به کلمنت دوازدهم پایان می‌یابد.
- عنوان نسخه ۱۷۴۴، کتاب اصول علم جدید نوشته جیامباتیستا ویکو در طبیعت مشترک ملل،[۳] و بدون اختصاص صفحه عنوان است. کلمنت در سال ۱۷۴۰ و ویکو در سال ۱۷۴۴ قبل از انتشار این نسخه درگذشتند.